# Anatoliy Barhylevytch
Anatoliy Barhylevytch (en ukrainien : Баргилевич Анатолій Владиславович), né le 8 avril 1969, est un militaire ukrainien, ancien commandant de la Force de défense territoriale.

## Biographie
Au cours de sa carrière, il occupe nombre de postes dans des états-majors. En 2022, il est chef d'état-major du Groupe opérationnel Khortytsia. Le 9 octobre 2023, il est nommé commandant des Forces de défense territoriale (remplacé en février 2024 par Ihor Plakhouta) puis chef d'état-major général des forces armées ukrainiennes à partir du 9 février 2024,,. Il est remplacé à ce poste par Andriy Hnatov le 16 mars 2025, par décret du président de l'Ukraine.